# Quingey
Quingey is een gemeente in het Franse departement Doubs (regio Bourgogne-Franche-Comté). De plaats maakt deel uit van het arrondissement Besançon. Quingey telde op 1 januari 2022 1.313 inwoners.

## Geografie
De oppervlakte van Quingey bedraagt 8,55 vierkante kilometer; de bevolkingsdichtheid is 169 inwoners per km² (per 1 januari 2019).
De plaats ligt aan rivier de Loue.
De onderstaande kaart toont de ligging van Quingey met de belangrijkste infrastructuur en aangrenzende gemeenten.

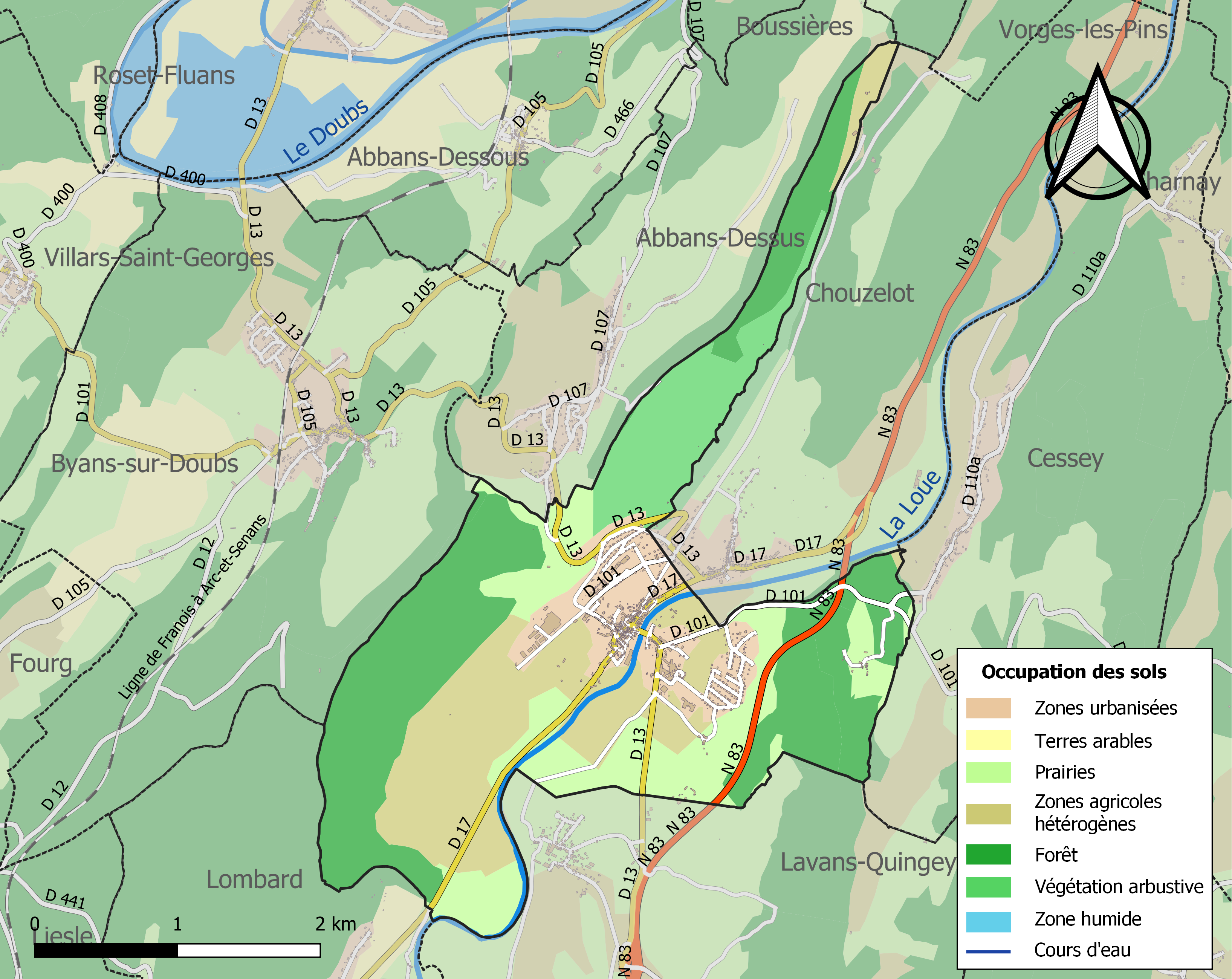

## Demografie
Onderstaande figuur toont het verloop van het inwonertal (bron: INSEE-tellingen).

## Geboren
- Paus Calixtus II (±1060-1124), geboren als Guido van Bourgondië

## Galerij

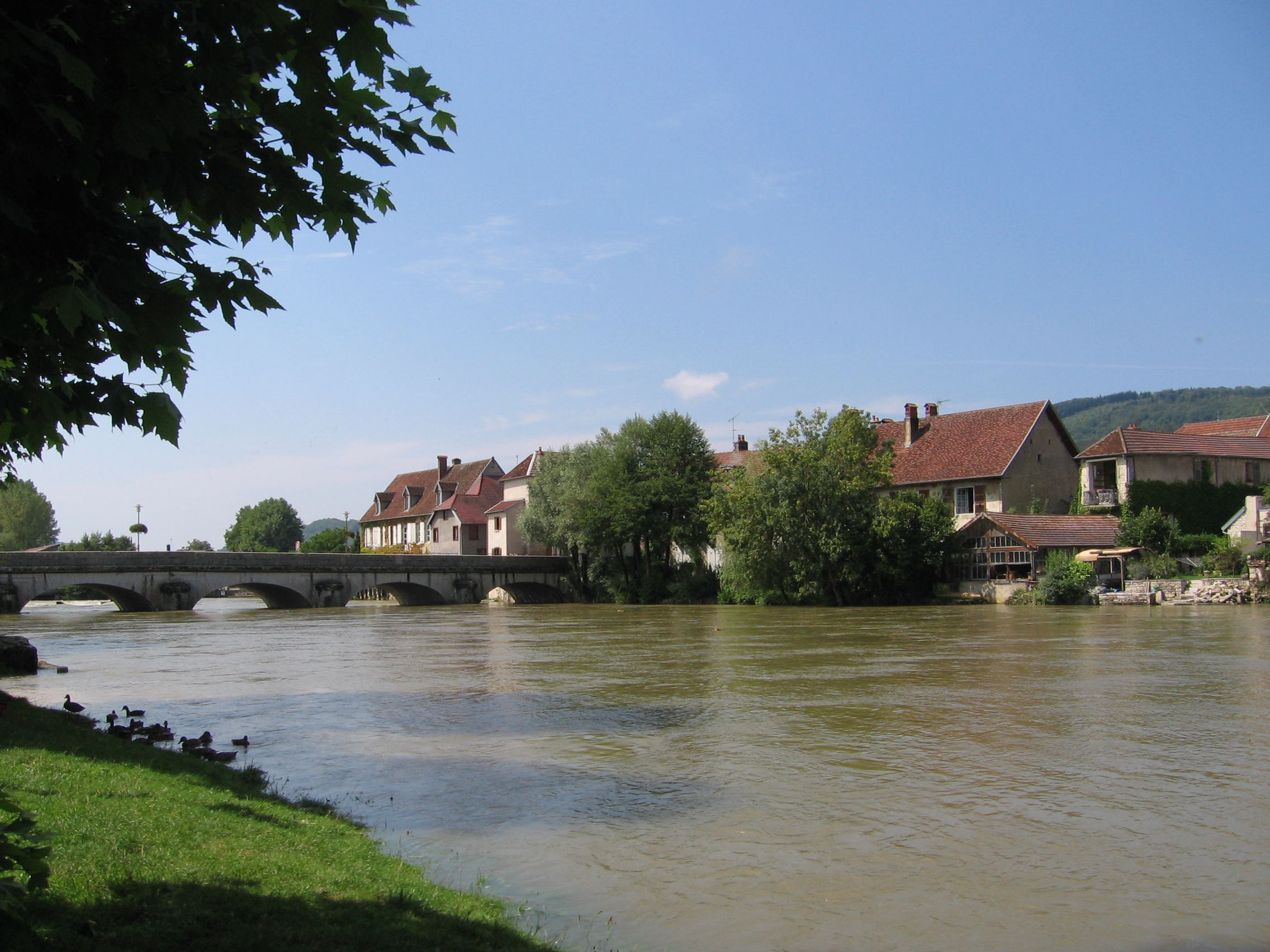
De rivier de Loue in Quingey
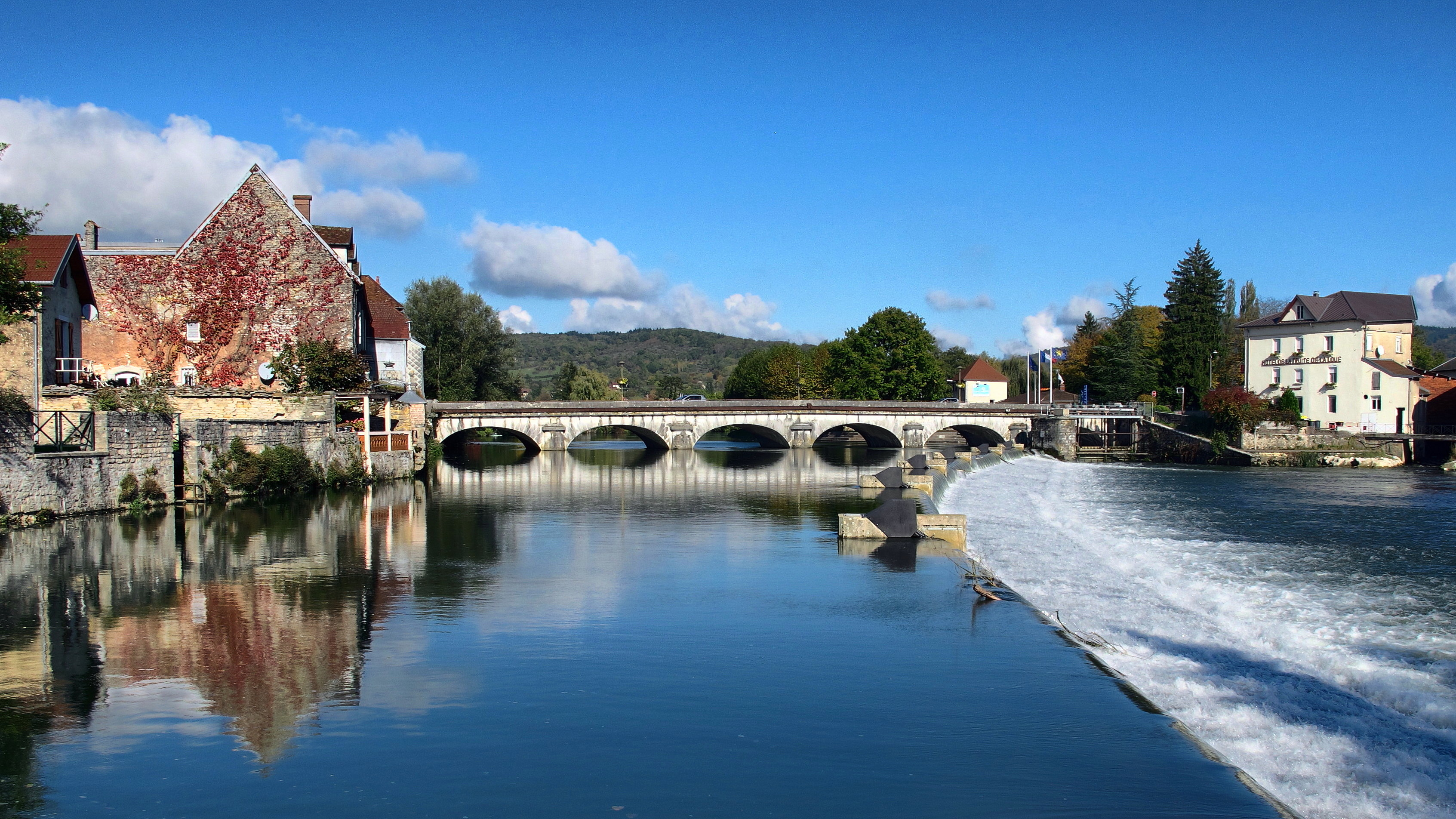
De brug over de rivier de Loue in Quingey
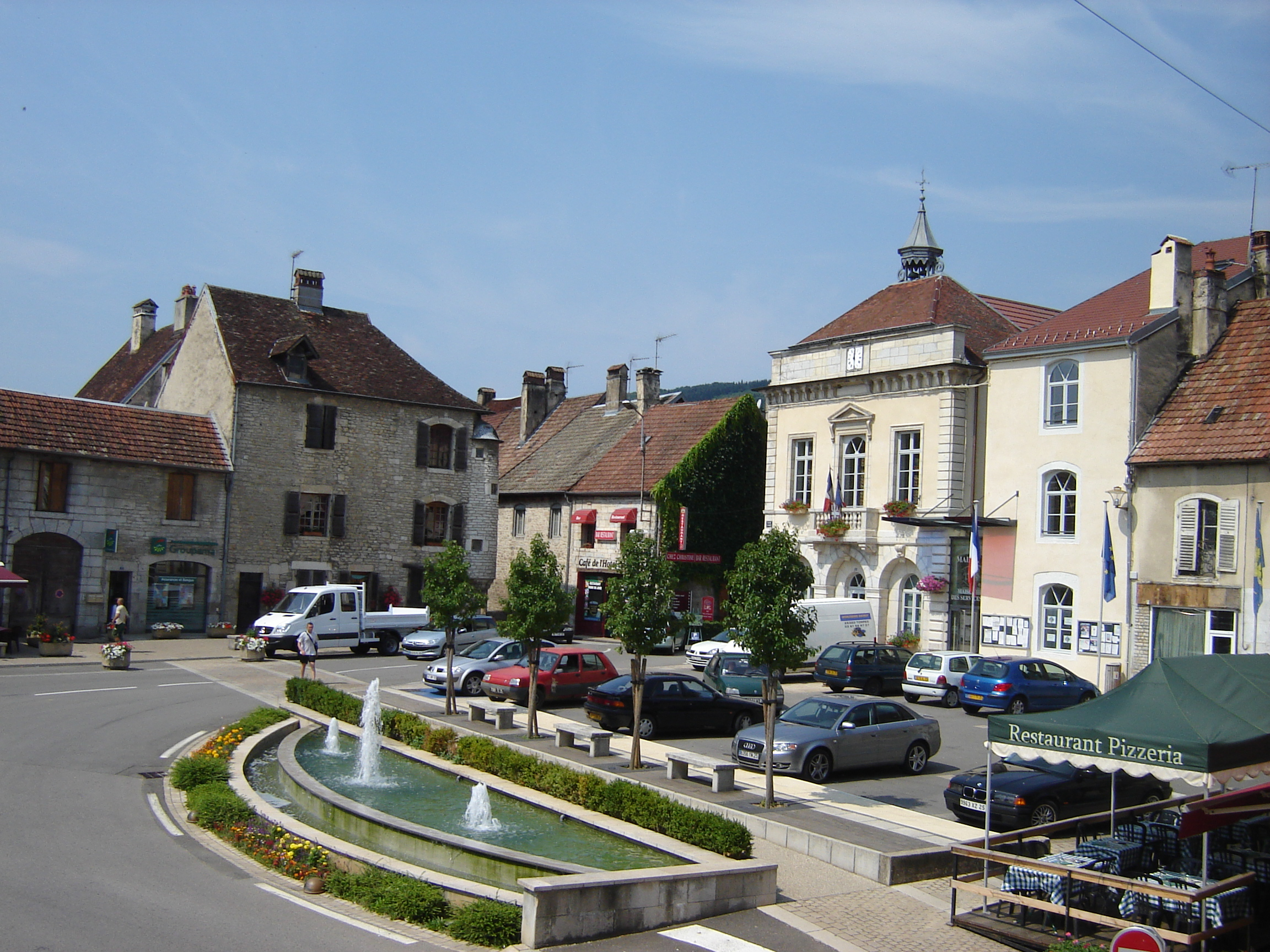
Het plein place de la Mairie in Quingey
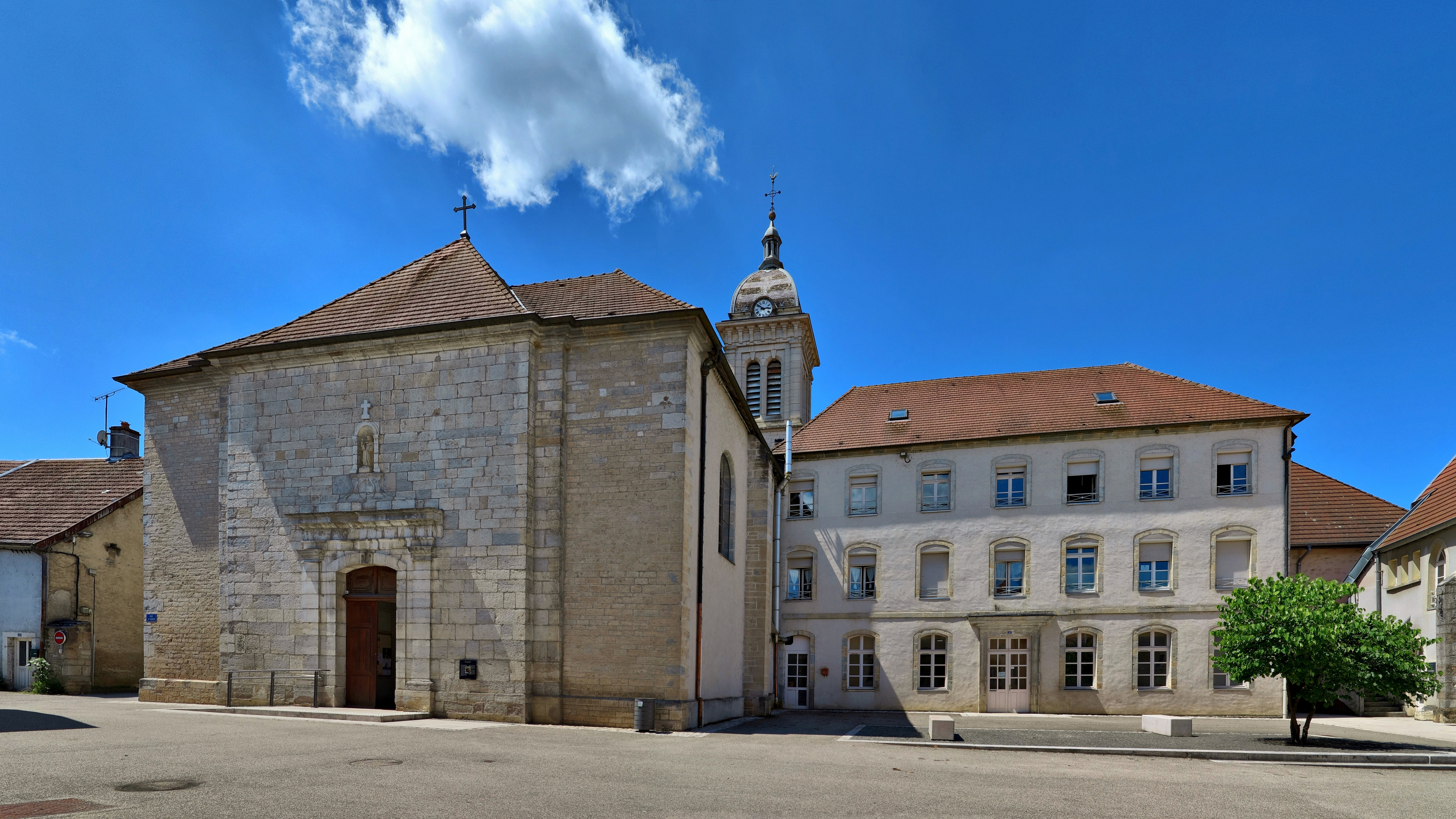
De Katholieke kerk Saint Martin in Quingey